# Confessions d'Histoire
Confessions d'Histoire est une web-série française humoristique et historique créée, écrite et réalisée par Ugo Bimar et diffusée principalement sur Youtube.

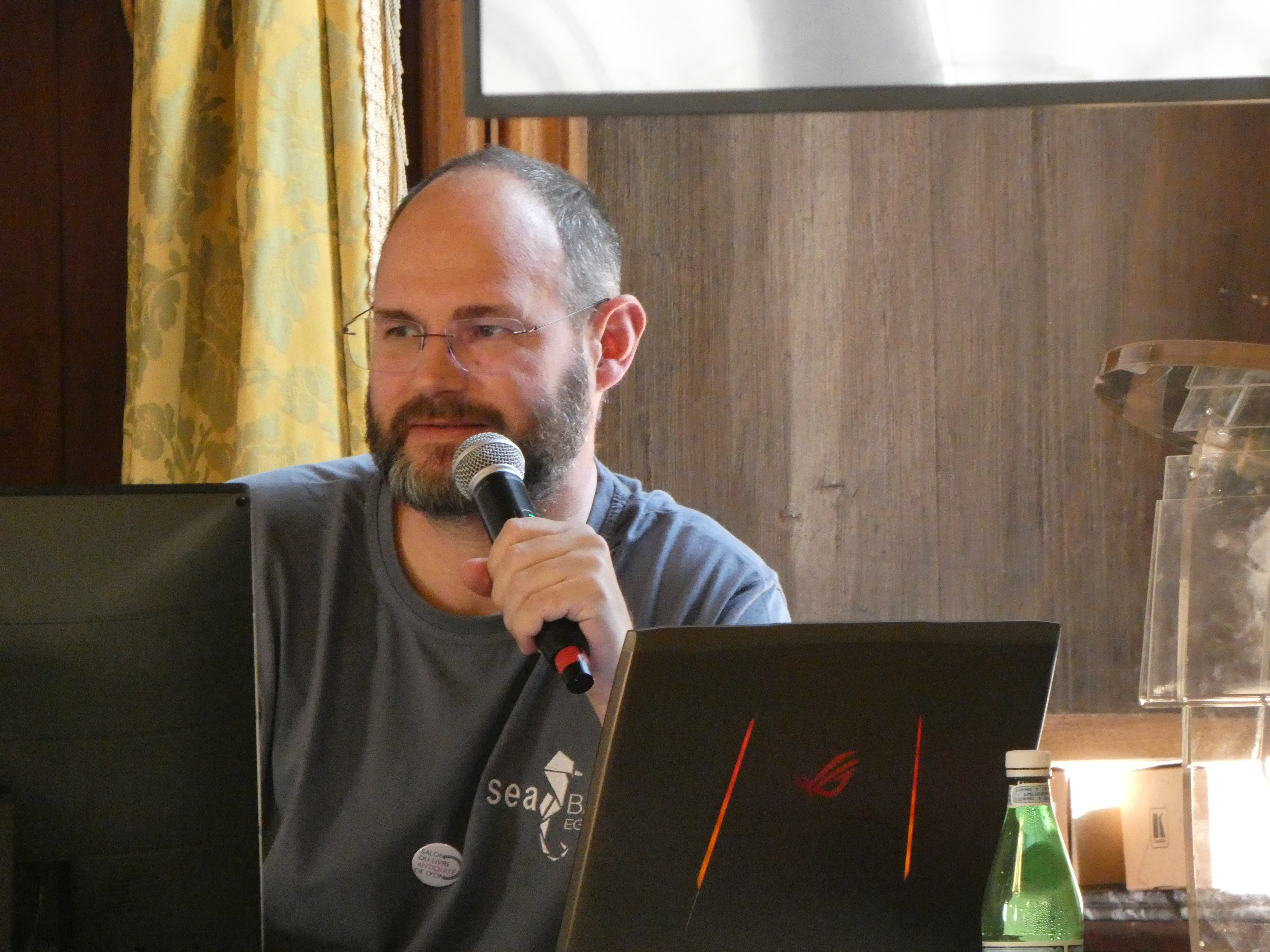
Ugo Bimar, créateur de Confessions d'Histoire, lors d'une conférence au Salon du livre Antiquité de Lyon (2022)

## Présentation
Les épisodes se déroulent sous la forme d'interviews de personnages historiques interprétés par des comédiens en costumes, dans un dispositif reproduisant celui des confessionnaux de téléréalité. Les personnages racontent l'histoire selon leur propre point de vue,. Deux autres formats ont également été créés : une fausse publicité pour "L'Ordre du Temple" et le "Tuto-Beauté d'Agnès Sorel". Les sujets et les personnages sont choisis selon leur prédisposition à faire rire et l'auteur, Ugo Bimar, n'est ni historien ni universitaire, mais réalisateur et graphiste dans les effets spéciaux pour le cinéma, la télévision et la publicité.
Le créateur s'est inspiré des dialogues dans le style de Michel Audiard ou des anachronismes de Deux heures moins le quart avant Jésus Christ de Jean Yanne. Les deux premiers épisodes sont autofinancés, les suivants ont fait l'objet d'un financement participatif.

## Accueil
Michel Reddé, directeur d’études en Sciences historiques et philologiques à l’École pratique des hautes études, a jugé dans une interview le premier épisode de la série comme aussi fidèle que possible aux sources documentaires existantes. L'historien Christian-Georges Schwentzel a tenu des propos similaires sur le 4ème épisode, D'Alexandrie à Actium, sur la suite de la Guerre des Gaules. Depuis 2019, les épisodes de la web-série font l'objet d'un archivage sur le site de la Bibliothèque nationale de France. Plusieurs épisodes ont été visionnés par plus d'1 million de personnes et la chaîne totalise en 2024 7,9 millions de vues tous épisodes confondus. Tous les comédiens sont des professionnels mais acceptent de participer de manière bénévole.

## Distinctions
Premier Grand Prix du Jury au "Prix du Youtubeur d'Histoire" du Festival Histoire de Lire de Versailles en 2018 sous la présidence de Clémentine Portier-Kaltenbach, pour l'épisode Richard Coeur de Lion et la 3ème Croisade,.

## Fiche technique
- Réalisation : Ugo Bimar
- Ecriture : Ugo Bimar
- Musique : Franck Boilard, Hibou Music, Ugo Bimar
- Production : Isabelle Sahakian
- Régie : Isabelle Sahakian, Christiane Philibert
- Assistant production : Camile Berring, Simon Bernard
- Consultant : Fred Herodot'com
- Chef opérateur : Vanessa Colombel, Olivier Dessalles
- Opérateur caméra : Sébastien Sauvan, Gustin Guillaume
- Assistants chef opérateur : Hugo Dervisoglou, Cyrille Hubert
- Ingénieur son : Vincent Perret, Clément Migayrou, Théo Viroton, Loïc Chautemps, Olivier Claude
- Mixage : David Dreyfuss, Jean-Jacques Hubert
- Maquillage : Catherine Kaderi, Delphine Kellog, Vanda Garnier, Julie Villani, Céline Abate
- Costumes : Les Vertugadins, Le Vestiaire, La Compagnie du Costume, Ugo Bimar, Marion Xardel, Dominique Vidal
- Prompteur : Arthur de Forges de Parny

## Distribution

### La Guerre des Gaules
- Caius Julius Caesar : Jean-David Stepler
- Vercingétorix : Pascal Parmentier
- Helvetius Vulgaris : Bertrand Fournel
- Dominus Bonus : Laurent Mentec
- Le petit esclave : Julian Bimar

### La Première Croisade
- Urbain II : Philippe Rigot
- Pierre l'Ermite : Franck Migeon
- Alexis Comnène : Nicolas Planchais
- Kiliç Arslan : Christophe Carotenuto

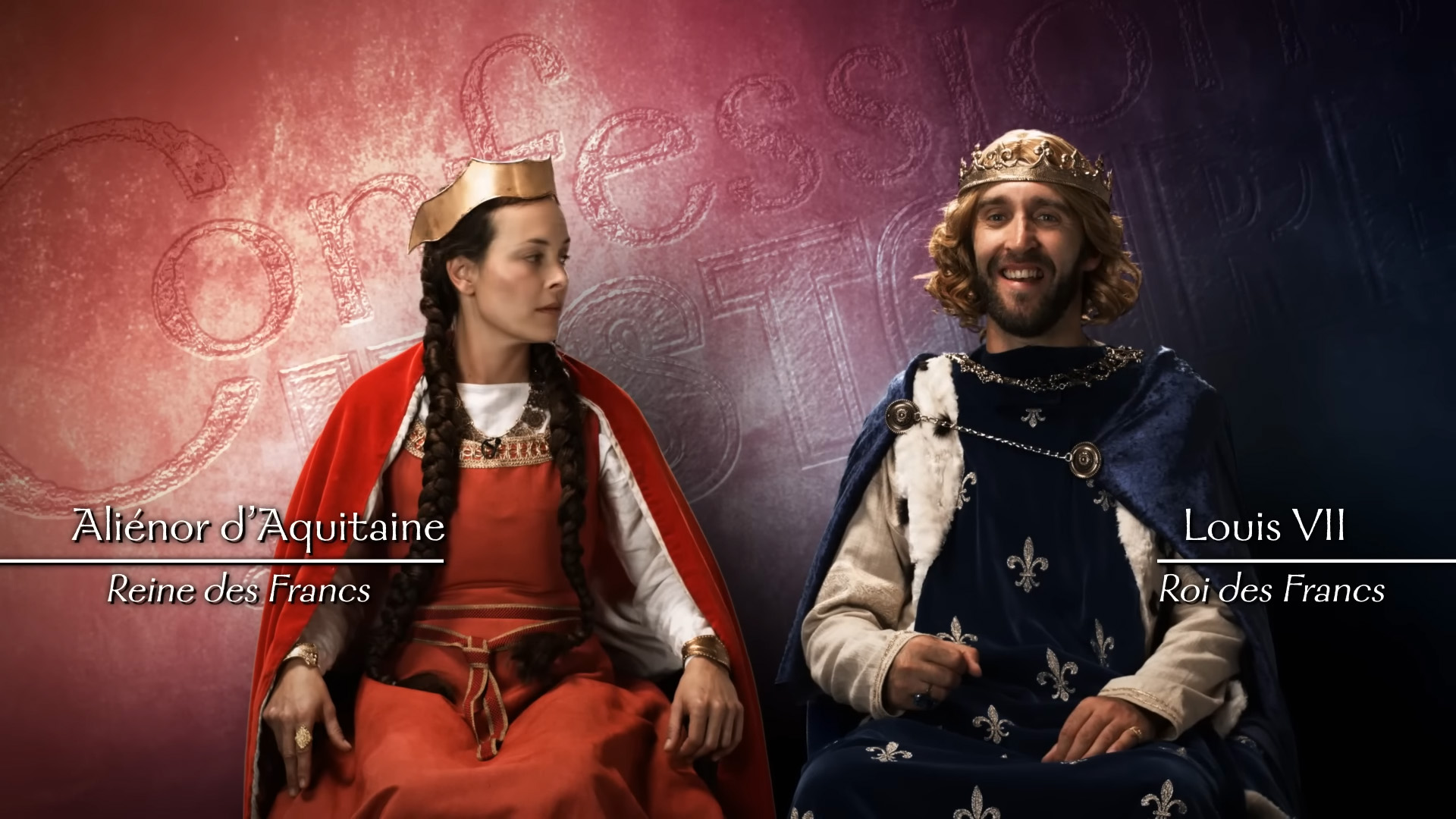
Aliénor et Louis VII (Armelle Deutsch et Samuel Debure). Image extraite de l'épisode "Aliénor et Conséquences"

- Baudouin Ier : Frédéric Courraud
- Al-Mustazhir : Mohamed Bounouara
- L'Ashishin : Sébastien Saillant

### Aliénor et Conséquences
- Aliénor d’Aquitaine : Armelle Deutsch
- Louis VII : Samuel Debure
- Bernard de Clairvaux : Bernard Métraux
- Abbé Suger : Paul Nevski
- Raymond de Poitiers : Guillaume Lefort

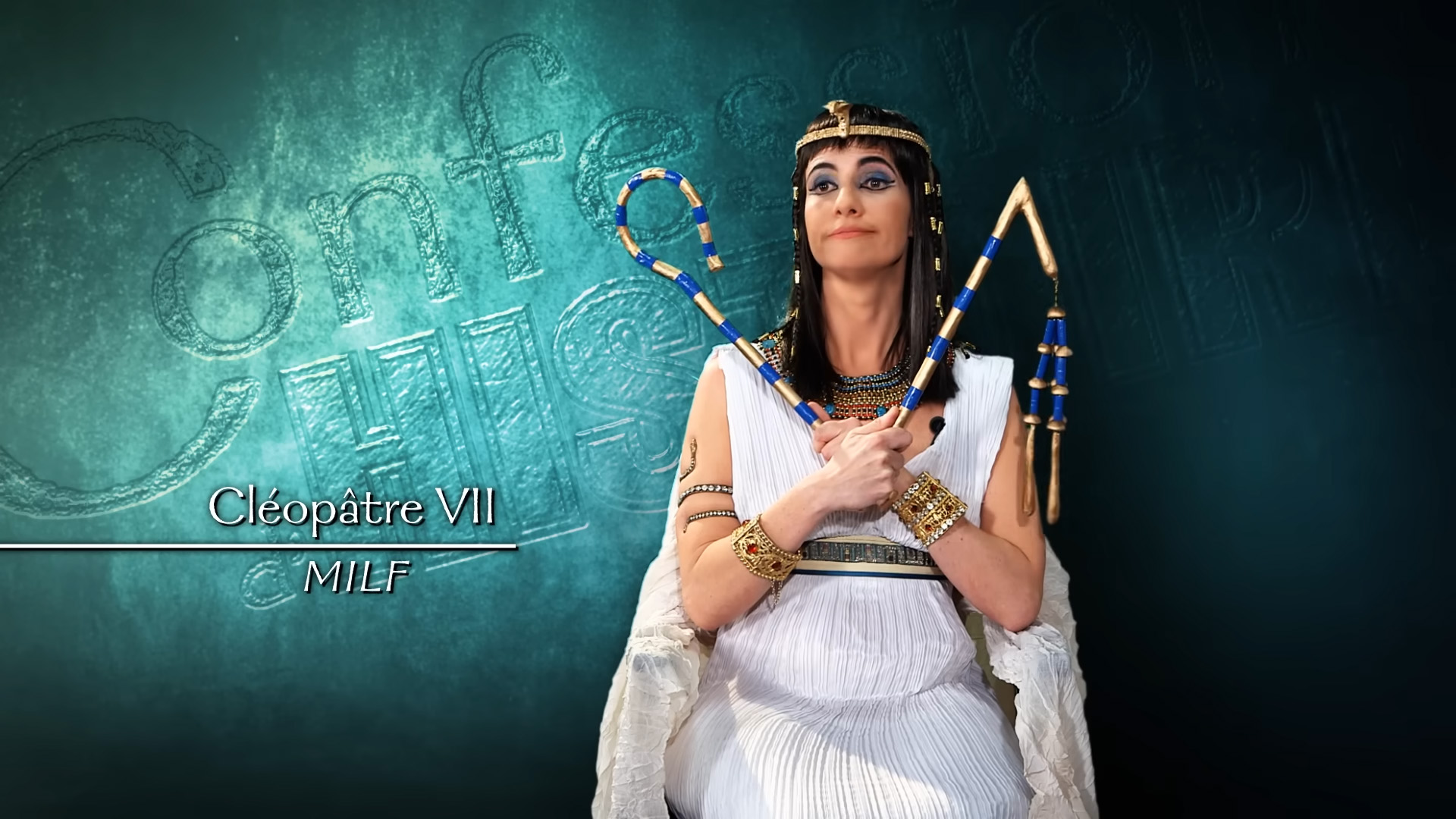
Cléopâtre (Sophie-Anne Lecesne). Image extraite de l'épisode "D'Alexandrie à Actium"

- Henry II : Amaury de Crayencour

### D'Alexandrie à Actium
- Caius Julius Caesar : Jean-David Stepler
- Marcus Antonius : Matheo Capelli
- Cléopâtre VII : Sophie-Anne Lecesne
- Octavius : Beri Mango
- Agrippa : Florian Velasco
- Charmion (suivante Cléopâtre 1) : Nawelle Gasmi
- Iras (suivante Cléopâtre 2) : Thalya Raymond
- Le leader des esclaves : Jean-Luc Mordret

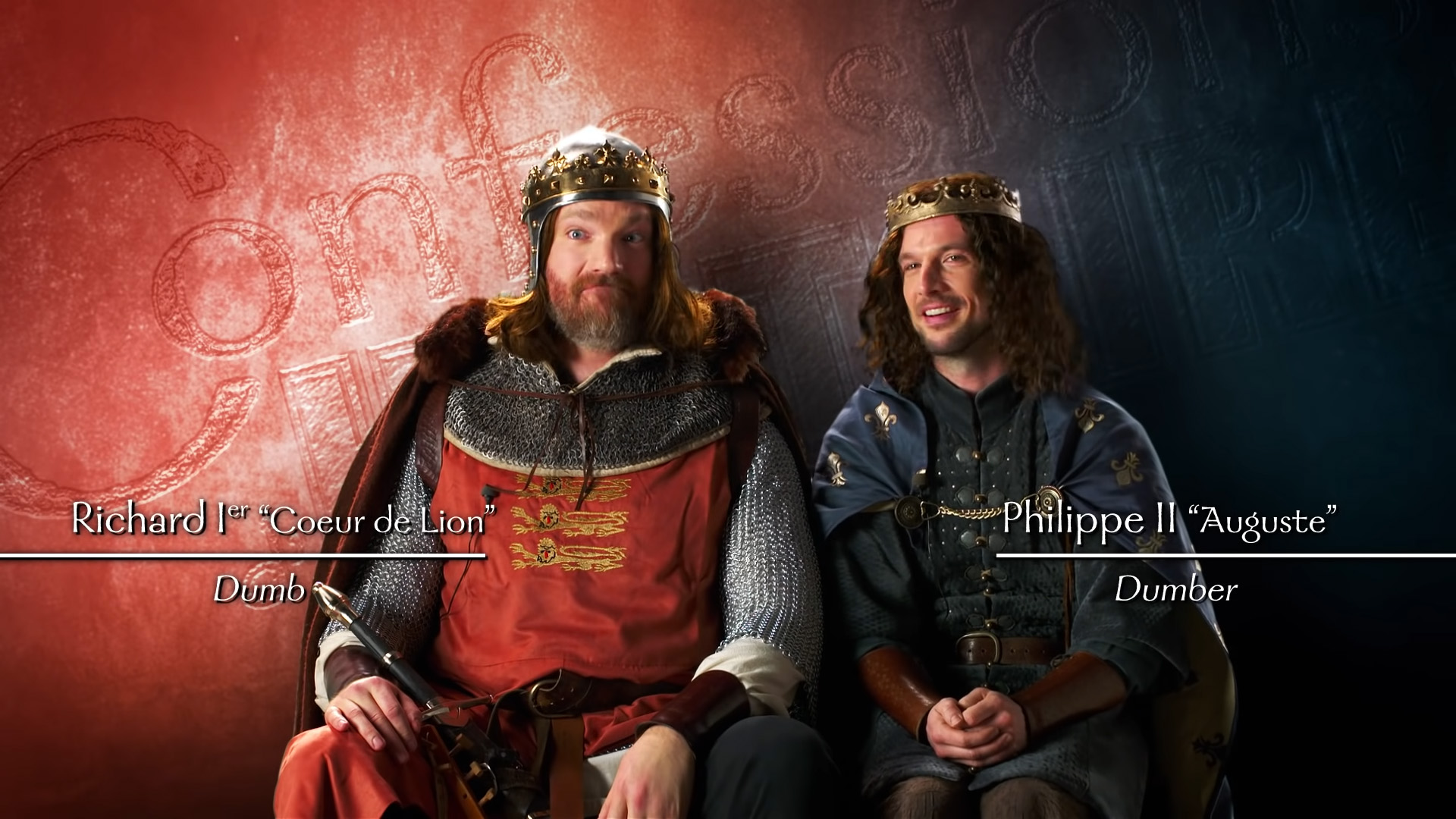
Richard Coeur de Lion et Philippe Auguste (Vincent Deniard et Benjamin Brenière). Image extraite de l'épisode "Richard Coeur de Lion et la 3ème Croisade".

- Le chef de Plateau : Dave Sheik
- Anubis : Florian Velasco

### Richard Coeur de Lion et la Troisième Croisade
- Richard Ier Cœur de Lion : Vincent Deniard
- Philippe II Auguste : Benjamin Brenière
- Salâh ad-Dîn : Zinedine Soualem
- Pape Clément III : Jean-Yves Duparc
- Jeanne d'Angleterre : Claudine Jacquemard
- Bérengère de Navarre : Mallaurie Duffaud
- Fille d'Isaac Doukas Comnène : Lucie Terreros
- Robin des Bois : Sébastien Saillant
- Pape Célestin III : Fred Herodot'com
- Réalisateur (voix off) : Ugo Bimar
- Consultant historique (voix off) : Fred Herodot'com

### Alexandre le Grand parties I, II et III
- Alexandre le Grand : Ambroise Carminati
- Aristote : Pascal Aubert
- Kleitos le Noir : Boris Rehlinger
- Olympias : Cécile Camp
- Hephaestion : Martin Alcouffe
- Darius : Sébastien Novac
- Arrhidée : Igor Koumpan
- Bucéphale : Beshkan
- Réalisateur (voix off) : Ugo Bimar
- Consultant historique (voix off) : Fred Herodot'com

### L'Ordre du Temple (Interlude publicitaire)
- Le Templier : Benjamin Brillaud
- Le pelerin : Franck Boilard
- Le Sarasin : Mohamed Said Mahichi
- Templier extra 1 : Albéric de Parcevaux
- Templier extra 2 : Guillaume de Parcevaux
- Voix off narrateur : Frédéric Courraud

### Le Tuto-Beauté d'Agnès Sorel
- Agnès Sorel : Cybèle Villemagne
- La cousine Antoinette de Maignelais : Julie Nicolet